# Kostka (plecak)

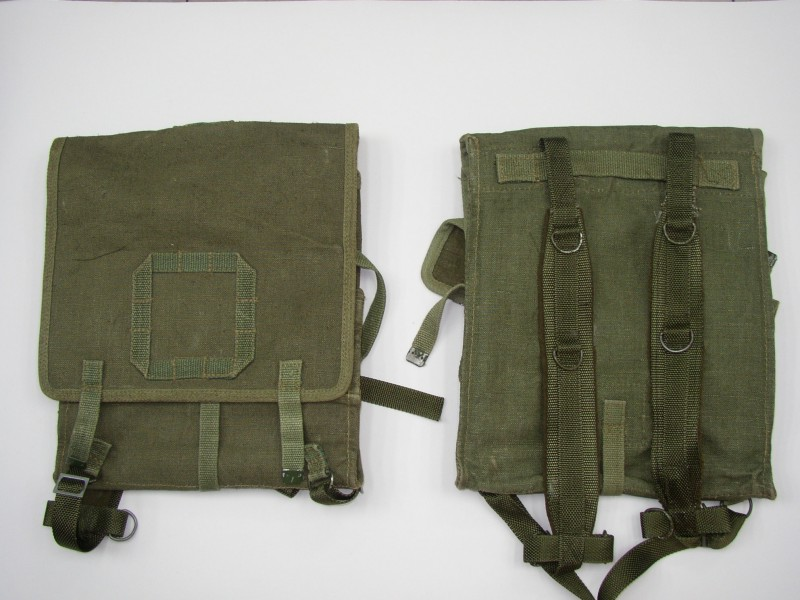
Współczesny wzór plecaka typu kostka

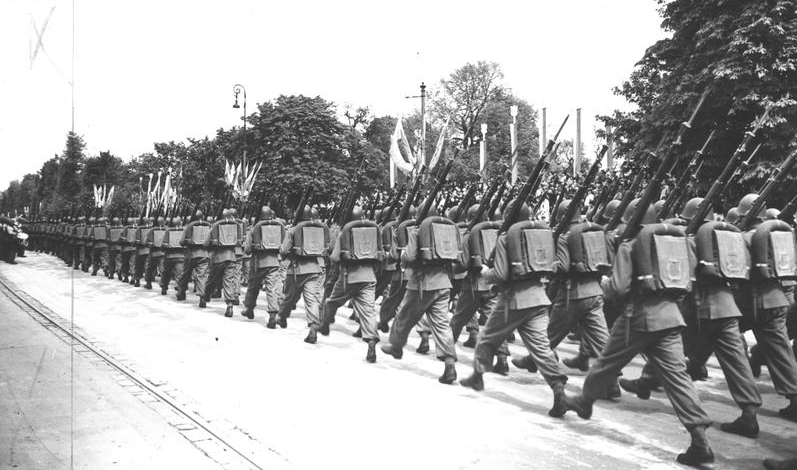
Defilada Wojska Polskiego z okazji dnia 3 maja, Warszawa - 1939

Kostka – w gwarze wojskowej określenie tornistra będącego na wyposażeniu żołnierzy Wojska Polskiego do końca XX wieku. Nazwę zawdzięcza usztywnieniom klapy i boków, dzięki którym zawsze zachowywał kształt prostopadłościanu niezależnie od stopnia wypakowania. Dzięki demobilowi, plecak ten zyskał sporą popularność wśród harcerzy, turystów, a także młodzieży.
Informacje dodatkowe
Plecak kostka XI 1979
- Klapa główna jest zamykana na dwa paski. W celu zamknięcia każdy z nich musi być przełożony dwukrotnie przez oddzielną metalową klamrę (tą samą metodą zapinane są inne paski).
- Wnętrze plecaka jest zabezpieczane przed przypadkowym wypadnięciem ekwipunku również systemem dwóch pasków. W tym jeden łączy przednią ścianę (pod klapą) plecaka z tylną. Następnie dwa kawałki materiału (przedłużenie boków plecaka, tzw. komin) spinane na jeden pasek.
- Plecak posiada 3 kieszenie wewnętrzne. Przednie kieszenie są do połowy wysokości dzielone na 2, jednakże przy dnie łączą się one w jedną. Ostatnia przegroda mieści się na plecach w dolnej części komory. Wszystkie kieszenie mają około 14 cm wysokości.
- Boki, klapa (dodatkowo usztywniona) i dno tornistra jest z podwójnej warstwy brezentu, reszta natomiast z pojedynczej.
- Wszystkie paski zakończone są metalowymi okuciami zabezpieczającymi przed „pruciem się”.

## Historia
Pierwowzorem współczesnej „kostki” był tornister wz. 1925, używany przez Wojsko Polskie od połowy lat 20. XX wieku. Był to pierwszy plecak wojskowy produkcji krajowej, wzorowany na plecakach Reichswehry z I wojny światowej. Kwadratowy, drelichowy plecak farbowany był na kolor herbaciany, a na zewnętrznej stronie klapy przyszyty był charakterystyczny kwadrat z pasków, do którego mocowano menażkę. System skórzanych szelek i pasów nośnych wzorowany był na niemieckim pierwowzorze. Pasy mocowano na specjalnej metalowej szynie, wsuwanej w górną część tylnej ścianki tornistra. Cztery metalowe klamry mocowane po bokach i na górze umożliwiały przytroczenie płaszcza lub koca.
Wkrótce po wprowadzeniu tornistra na wyposażenie rozpoczęto prace nad jego ulepszeniem. Przede wszystkim chodziło o zmniejszenie masy plecaka, a także o ulepszenie materiału, z jakiego został wykonany. Prace zaowocowały wprowadzeniem tornistra wz. 1927, a ostatecznie ulepszonej wersji wz. 1933, uszytej z brezentu polskiej produkcji (lnianego płótna impregnowanego solami miedzi). Ostatnia wersja charakteryzowała się m.in. parcianymi szelkami i pasami. Choć planowano wyposażyć całą armię w plecaki ostatniego typu, podczas wojny obronnej 1939 w użyciu pozostawały wszystkie trzy typy.
Ludowe Wojsko Polskie przyjęło na wyposażenie tornistry niemal identyczne z używanymi przed II wojną światową. Modele produkowane w latach 50. XX wieku różniły się jedynie dodatkową kieszonką naszytą na wewnętrznej stronie klapy tornistra, oraz kolorem: powojenne wzory szyto z zielonego brezentu. 
Po roku 1989, kiedy wprowadzono na wyposażenie SZ RP plecak wz. 89, „kostki” były sukcesywnie wycofywane z użytku bieżącego.